# Пізоліт безкореневий
Пізоліт безкореневий (Pisolithus arrhizus) — вид грибів роду пізоліт (Pisolithus). Сучасну біномінальну назву надано у 1959 році.

## Назва
У Європі відомий під назвою «богемський трюфель» англ. Bohemian truffle. В Австралії називають «грибом конячого посліду» англ. horse dung fungus.

## Будова

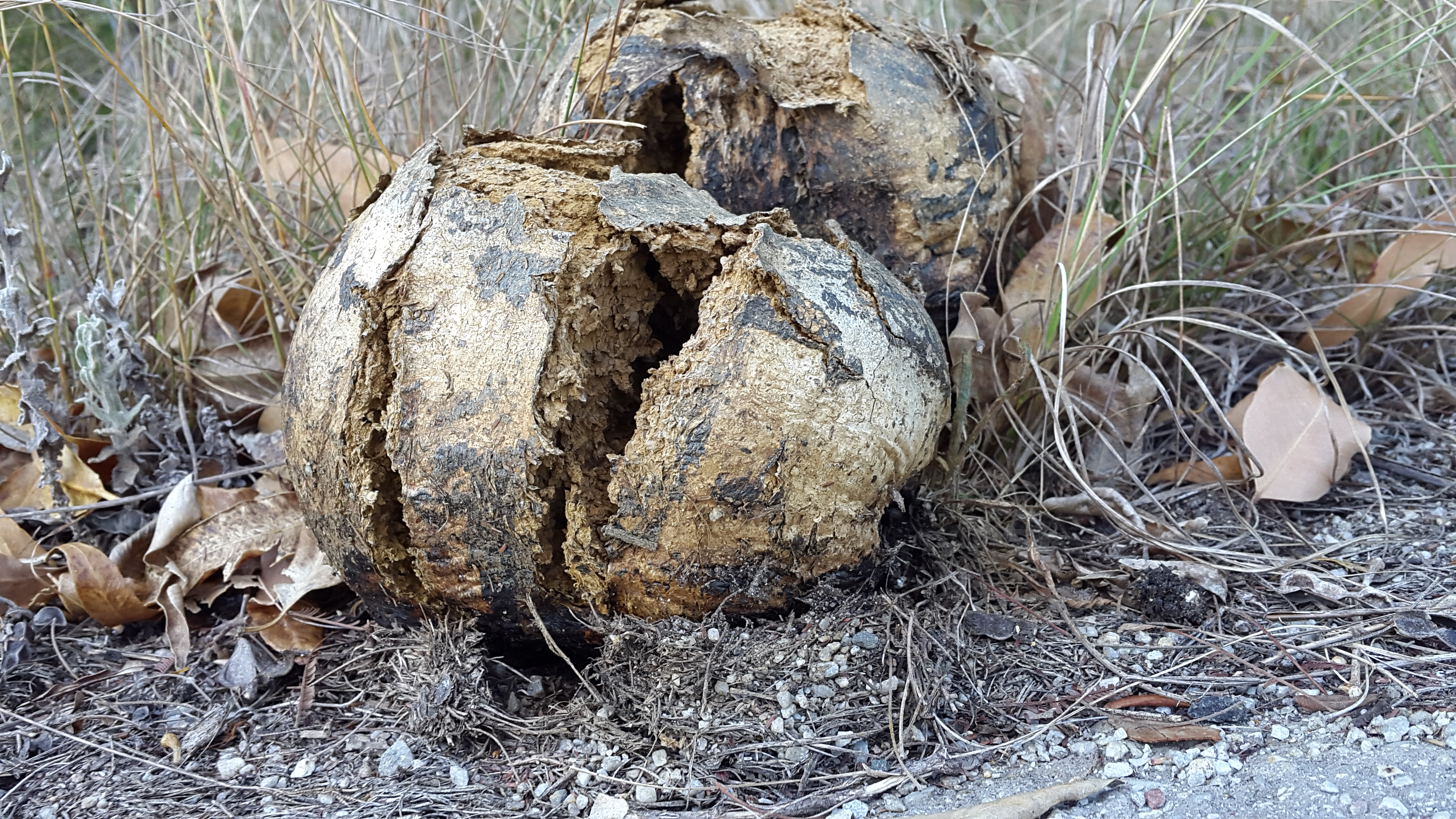
Плодове тіло гриба схоже на купку конячого посліду

Булавоподібні або грушоподібні плодові тіла 2–11 см у діаметрі сидячі або до основи ніжкоподібно видовжені. Нижня частина з коренеподібним розгалуженим виростом схожа на ніжку, більша частина якої занурена в ґрунт. Тонкий гладенький горбкуватий перидій дуже ламкий. У молодому віці гриб вохряно-жовтий, згодом жовто-коричневий, червоно-оливковий або темно-коричневий. Біла або жовтувата глеба спочатку водяниста, а згодом коричнева. Вона розпадається на декілька нерівних горохоподібних гладеньких перидіол, які спочатку сірчано-жовті, потім червонувато-коричневі або темно-коричневі. Вохряні, червонувато-коричневі або умброво-коричневі спори кулясті бородавчасті з блискучою краплею олії. Вони мають 7–10 мкм у діаметрі. Поміж спорами трапляються безбарвні нитки зачаткового капіліцію.

## Життєвий цикл
Утворює плодові тіла в серпні–жовтні. Гриб під час росту може піднімати та руйнувати асфальт.

## Поширення та середовище існування
Поширений у Європі, Азії, Північній Америці, Африці, Австралії та Новій Зеландії. В Україні зустрічаються поодиноко у Лівобережному Лісостепу, Лівобережному та Старобільському злаково-лучних Степах, Правобережному та Лівобережному злакових Степах, на Південному березі Криму. Росте на піщаних або щебенистих ґрунтах в сосновому та дубовому рідколіссі або в березових гайках сухих регіонів.

## Практичне використання
Порошок спор гриба використовують у садівництві для створення мікоризи коренів.
З плодових тіл виготовляли природний барвник чорного та коричневого кольору.

## Природоохоронний статус
Включений до третього видання Червоної книги України (2009 р.). Охороняється у Чорноморському біосферному заповіднику (Івано-Рибальчанська ділянка), Українському степовому природному заповіднику (відділення «Хомутовський степ») та Карадазькому природному заповіднику.